# Теодор Розак
Теодор Розак (на английски: Theodore Roszak, р. 15 ноември 1933 – п. 5 юли 2011) е професор емеритус по история в Калифорнийски държавен университет, Източен залив. Известен е най-вече с книгата си от 1969 г. Създаването на контракултурата.

## Биография
Роден е в Чикаго. Получава бакалавърска степен от Калифорнийския университет в Лос Анджелис и докторска по история от Принстънския университет. Преподава в Станфорд, Университета на Британска Колумбия и Държавния университет на Сан Франциско преди да се присъедини към Калифорнийския държавен университет, Източен залив. През 60-те години на 20 век живее в Лондон, където е редактор на вестника Новини за мира (Peace News) На него е посветен телевизионният филм „Алтернативни стилове и лайфстайл в Калифорния“, епизод от ТВ сериите на ББС от 1977 г. Дългото търсене. По-късно се завръща в САЩ, Калифорния.

### Монографии и есеистика
- The Dissenting Academy (1968)
- The Making of a Counter Culture (1969)
- Masculine/Feminine: Readings in Sexual Mythology and the Liberation of Women (1969)
- Where the Wasteland Ends (1972)
- Sources (1972)
- Unfinished Animal: The Aquarian Frontier and the Evolution of Consciousness (1975)
- Person/Planet: The Creative Disintegration of Industrial Society (1979)
- From Satori to Silicon Valley (1986)
- The Cult of Information (1986)
- Fool's Cycle/Full Cycle (1988) ISBN 0-931191-07-6
- The Voice of the Earth (1992); 2nd edition (2001), Phanes Press, ISBN 978-1-890482-80-0
- The Gendered Atom (1999)
- Kanner, Roszak, & Gomes. Ecopsychology: Restoring the Earth, Healing the Mind. Sierra Club Books (1995) ISBN 0-87156-406-8
- World Beware! American Triumphalism in an Age of Terror (2006, ISBN 1-897071-02-7)
- The Making of an Elder Culture: Reflections on the Future of America's Most Audacious Generation. (2009) New Society Publishers. ISBN 978-0-86571-661-2

### Художествена проза
- Pontifex (1974)
- Bugs (1981)
- Dreamwatcher (1985)
- Flicker (1991)
- The Memoirs of Elizabeth Frankenstein (1995)
- The Devil and Daniel Silverman (2003)